# Senta Geißler
Senta Geißler (* 24. Juli 1902 in Heidelberg; † 19. Oktober 2000 in Ludwigshafen am Rhein) war eine deutsche Malerin. Sie studierte als eine der ersten Frauen in der Kunst ab 1919 an der Kunstakademie Karlsruhe. 

## Leben
Ihr Vater, von Beruf Braumeister, arbeitete als gut verdienender Angestellter in der Schroedl-Brauerei in Heidelberg. Senta Geißler hatte noch einen Bruder, der allerdings mit wenigen Monaten verstarb, so dass ihr die ganze Aufmerksamkeit der Eltern zukam. Diese ermöglichten ihrer Tochter die Ausbildung zur Künstlerin. Ihr Großonkel, Wilhelm Nagel (1866–1945), der in Karlsruhe sowohl an der Staatlichen Akademie der Bildenden Künste Karlsruhe als auch an der Großherzoglichen Malerinnenschule Karlsruhe unterrichtete, brachte Geißler die Kunst des Zeichnens auf gemeinsamen Ausflügen näher. 
Der Onkel überzeugte die Eltern vom künstlerischen Talent ihrer Tochter, und Senta Geißler meldete sich in der Malerinnenschule in Karlsruhe an. Sie wechselte an die Kunstakademie, nachdem diese nach ihrer Neuordnung und Umbenennung zur Badischen Landeskunstschule ab dem Wintersemester 1919 Frauen zuließ, und besuchte einen Zeichenkurs. Im Studienjahr 1920/21 belegte sie die Vorbildungsklasse, 1921/22 die „Fachklasse für Maler“ (Zeichenklasse) bei Friedrich Fehr. Im Folgestudienjahr wurde sie Meisterschülerin bei Professor Albert Haueisen, den sie sehr bewunderte und mit dem sie auch nach ihrem Studium noch Kontakt hielt. Er war es, der ihr die Kraft der Farben näher brachte, ihren Blick schärfte und in der Künstlerin die Begeisterung für Landschafts- und Naturdarstellungen weckte. 1925 kehrte sie nach Heidelberg zurück und bezog ihr eigenes Atelier im Haus ihrer Eltern. 
Im Winter 1926 begegnete sie ihrem späteren Mann, dem aus Ludwigshafen stammenden Arzt Albert Rohrbach. Dieser interessierte sich sehr für Kunst, engagierte sich in verschiedenen Kunstvereinigungen, u. a. war er Vorsitzender des Kunstvereins Ludwigshafen, und Kunstsammler. Rohrbach konnte Geißler für die Kunst der Moderne begeistern, welches Einfluss auf ihre Entwicklung hatte. Waren es bis dahin eher die deutschen Impressionisten wie Max Liebermann, die Senta Geißler imponiert hatten, so spürte man nun deutlich die Auseinandersetzung mit den Franzosen, vor allem mit Paul Cézanne und später auch mit Henri Matisse.
Ende der 1920er Jahre stellten sich die ersten künstlerischen Erfolge ein, 1927 hatte sie ihre erste Einzelausstellung, ein Jahr später stellte sie ihr Werk „Frühling in Rohrbach“ (1926) bei der großen Jahreskunstausstellung in Baden-Baden aus, welches schließlich der Staat erwarb. 1930 kaufte die Stadt Heidelberg ihre Arbeit „Rosen“ (1930), es folgte eine Ausstellung im Heidelberger Kunstverein. Zu sehen waren zarte kolorierten Zeichnungen, im Stil des Japonismus, von welchen die schönsten Motive auf Postkarten gedruckt wurden. 1932 heirateten Geißler und Rohrbach und zogen nach Ludwigshafen. Im selben Jahr erwarb die Stadt Ludwigshafen die Arbeit „Weiße Anemonen“ (1930). 
Mit der Machtübernahme der Nationalsozialisten begann schließlich eine kritische Zeit: Rohrbach war entschiedener Regimekritiker, der aus seiner Abneigung keinen Hehl machte und somit in ständiger Gefahr lebte. Zudem war er stark rauschgiftabhängig, verlor die ärztlichen Zulassung; die Praxis wurde geschlossen und die gemeinsame Wohnung aufgelöst Das Ehepaar zog wieder zu den Eltern Geißlers nach Heidelberg. Aus der Zeit des Nationalsozialismus, so wie auch aus der Zeit nach dem Zweiten Weltkrieg haben sich zwei Arbeiten mit Landschaften der Künstlerin erhalten, die um 1940 entstanden sind, sonst waren keine neuen künstlerischen Tätigkeiten feststellbar. Geißler schickte lediglich einige ältere Arbeiten zu Ausstellungen und unterstützte ihren Mann, der nach diversen Entzügen seine Arztzulassung wieder erhalten hatte und als Arzt praktizieren konnte. 
1956 starb ihr Mann, und nach einer Phase von Einsamkeit, Depression und Mittellosigkeit fand sie eineinhalb Jahre später wieder zur Malerei zurück. Zunächst schloss sie an den vorherigen Stil an. Es entstanden zahlreiche Stillleben, allerdings mehr auf vereinzelte Gegenstände fokussiert, und die Arbeiten wirkten konzentrierter, gefüllter. Sie verwendete andere Farben und Bildträger. In nur wenigen Monaten schuf Senta Geißler 1958 eine Reihe von großformatigen Gemälden zum Wiederaufbau von Ludwigshafen, in denen sie die zerstörte Innenstadt festhielt und die Nachkriegsneubauten dokumentierte. In ihren Arbeiten waren immer seltener Menschen zu finden, bis sie schließlich nur noch menschenleere Werke malte. 
Im Sommer 1958 reiste sie nach Italien und entwickelte eine neue Arbeitsweise. Immer seltener entstanden die Werke direkt vor dem Motiv, vielmehr nach Skizzen, später auch nach Fotografien oder Postkarten. Ihr Stil veränderte sich, die impressionistischen Elemente verschwanden, dafür waren die Werke strukturierter, geordneter, wie „gebaute“ Bildarchitekturen. Eine weitere Italienreise folgte im darauffolgenden Jahr, und nach dem Tod ihrer Mutter 1959 beschloss Senta Geißler ganz nach Italien auszuwandern. Nach verschiedenen Stationen lebte sie schließlich in Agrigento. Hier entstanden zahlreiche Skizzen, immer die Architektur im Blick, aber auch Stillleben mit arrangierten Gegenständen, die sie ab 1970 auch oftmals fotografierte. Ihre Arbeiten wiesen weiterhin Veränderungen auf. Die Architekturen wurden abstrakter, kompakter; verschiedene Farbgebungen erzeugten unterschiedliche Stimmungen, nun nutzte sie Fotos als Vorlage für ihre Werke. 
1974 kehrte Geißler nach Ludwigshafen zurück, engagierte sich in verschiedenen Künstlervereinigungen und begann mit der Ordnung des künstlerischen Nachlasses ihres verstorbenen Mannes. Sie selbst war nur noch selten künstlerisch aktiv. 98-jährig starb sie im Jahre 2000.
Der Nachlass der Künstlerin wird im Wilhelm-Hack-Museum in Ludwigshafen aufbewahrt, zu dem auch die Kunstsammlung von Albert Rohrbach gehört. Die Rudolf-Scharpf-Galerie des Wilhelm-Hack-Museums und das Stadtmuseum Ludwigshafen widmeten der Künstlerin im Sommer 2008 gemeinsam eine retrospektive Ausstellung.